# Câu chuyện cảnh sát
Câu chuyện cảnh sát (chữ Hán phồn thể: 警察故事 - Ging chaat goo si, bính âm: Jǐngchá Gùshì, tiếng Anh: Police Story) là một bộ phim hành động của điện ảnh Hồng Kông do Thành Long đạo diễn và thủ vai chính, tác phẩm được công chiếu lần đầu năm 1985. Câu chuyện cảnh sát nói về Trần Gia Câu (Thành Long thủ vai), một viên thanh tra cảnh sát tài năng nhưng thường xuyên gặp rắc rối trong công việc và đời tư.
Bộ phim sau khi công chiếu đã thành công cả về mặt doanh thu và nghệ thuật. Câu chuyện cảnh sát được trao Giải thưởng Điện ảnh Hồng Kông cho "Phim hay nhất" và mở ra một loạt phim xoay quanh đề tài cảnh sát như Câu chuyện cảnh sát 2, Câu chuyện cảnh sát 3, Câu chuyện cảnh sát 4, Tân câu chuyện cảnh sát, Câu chuyện cảnh sát 2013.

## Nội dung
Thanh tra cảnh sát Trần Gia Câu được lệnh bảo vệ một nhân chứng quan trọng là Selina, thư ký của tay trùm ma túy Chu Thao, trong một vụ kiện tố cáo y. Tuy nhiên Trần Gia Câu không ngờ rằng anh đã bị Chu Thao gài bẫy vào một vụ giết người. Để giải oan cho mình, Trần Gia Câu buộc phải một mình đi tìm bằng chứng và đối đầu với toàn bộ băng đảng của Chu Thao.

## Diễn viên
- Thành Long trong vai Trần Gia Câu

Một cảnh hành động của Thành Long trong phim.

- Trương Mạn Ngọc trong vai A Mỹ, người yêu của Trần Gia Câu
- Lâm Thanh Hà trong vai Selina, thư ký của Chu Thao và là nhân chứng được Gia Câu bảo vệ
- Sở Nguyên trong vai Chu Thao, trùm băng buôn bán ma túy
- Tào Tra Lý trong vai Cao Ước Hàn
- Đổng Phiêu trong vai chú Bill
- Lâm Quốc Hùng trong vai sếp Lý
- Thang Trấn Nghiệp trong vai A Đức
- Hỏa Tinh trong vai Kim "đại khẩu"
- Phùng Khắc An trong vai Chu Đan Ni
- Thái Bảo trong vai Xà Tử Xuân
- Lưu Chí Vinh trong vai luật sư Trương
- Lâm Quốc Bân trong vai thuộc hạ của Chu Thao

## Sản xuất và đánh giá
Điểm nổi bật của Câu chuyện cảnh sát là những pha hành động ngoạn mục do đích thân Thành Long dàn xếp và diễn xuất. Bộ phim sau khi công chiếu đã thành công cả về doanh thu và nghệ thuật. Câu chuyện cảnh sát đã giành Giải thưởng Điện ảnh Hồng Kông năm 1986 cho "Phim hay nhất". Sau thành công của bộ phim, Thành Long còn thủ vai Trần Gia Câu trong 3 phần tiếp theo của Câu chuyện cảnh sát.